# Lambda Geminorum
Désignations
Lambda Geminorum (λ  Gem / λ  Geminorum) est une possible étoile multiple de la constellation des Gémeaux. Sa magnitude apparente est de 3,58. D'après la mesure de sa parallaxe annuelle par le satellite Hipparcos, le système est situé à 101 années-lumière de la Terre. Il s'éloigne du Système solaire à une vitesse radiale de +7 km/s.
Sa composante primaire, Lambda Geminorum A, est classée comme une étoile sous-géante blanche de type spectral A4IV par Gray et Garrison (1989). Auparavant, elle avait été le plus souvent classée comme une étoile blanche de la séquence principale de type A3V. Elle est répertoriée à la fois comme une binaire spectroscopique et comme une binaire à occultations. Cette binarité a un temps été remise en cause, mais après plusieurs tentatives infructueuses, le compagnon a de nouveau été détecté lors d'une occultation lunaire en 1997. Il avait une séparation angulaire de 14,1 ± 0,7 mas et sa magnitude est de 6,8.
Il existe également un compagnon visuel, désigné Lambda Geminorum B, qui est une étoile de magnitude 10,7. En date de 2021, elle était située à une distance angulaire de 9,7 secondes d'arc et à un angle de position de 36° de Lambda Geminorum A. Les deux étoiles forment une binaire visuelle.
Lambda Geminorum a un temps été suspectée d'être une étoile variable, avant que sa luminosité ne soit confirmée comme étant constante.